# Сенека (Илиноис)
Сенека (енгл. Seneca) град је у америчкој савезној држави Илиноис.

## Демографија
По попису из 2010. године број становника је 2.371, што је 318 (15,5%) становника више него 2000. године.
| Група             | 2000.         | 2010.         |
| Белци             | 2.011 (98,0%) | 2.205 (93,0%) |
| Афроамериканци    | 0 (0,0%)      | 13 (0,5%)     |
| Азијати           | 1 (0,0%)      | 9 (0,4%)      |
| Хиспаноамериканци | 30 (1,5%)     | 96 (4,0%)     |
| Укупно            | 2.053         | 2.371         |